# Aeolidida
Infra-ordre
Les Aeolidida forment un infra-ordre de mollusques gastéropodes de l'ordre des nudibranches.

## Description et caractéristiques

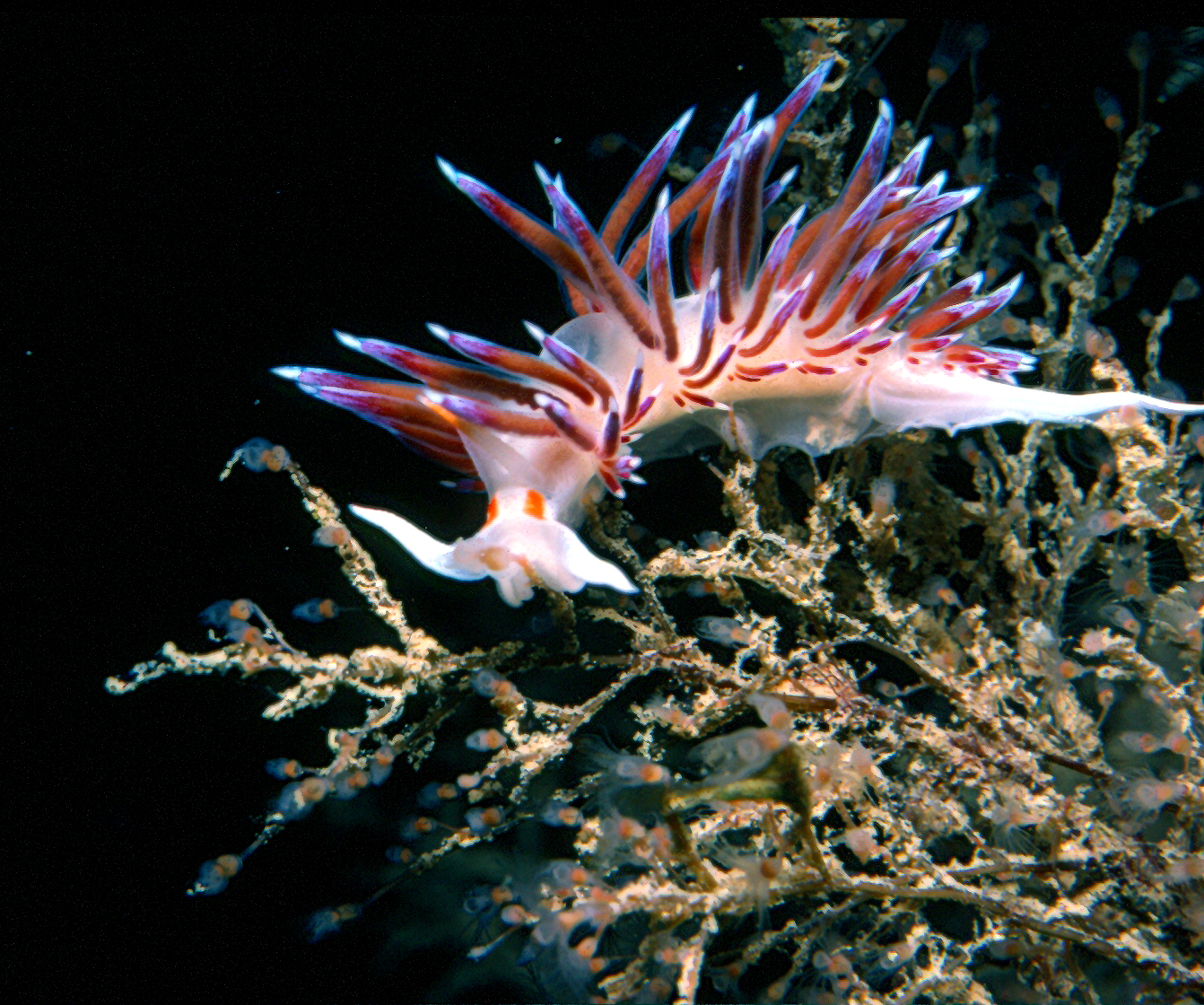
En Méditerranée, l'espèce Cratena peregrina est assez commune et se nourrit principalement d'hydraires.

Les nudibranches éolidiens ont pour la plupart le corps allongé, et dorsalement couvert d’appendices fuselés appelés « cérates », qui remplacent le panache branchial. Ceux-ci jouent un rôle à la fois respiratoire, digestif et défensif, en concentrant les cellules urticantes des animaux venimeux qu’ils consomment (principalement des cnidaires, notamment des hydraires). Les cérates sont simples, et peuvent être alignés ou former des touffes. Sur la tête se trouve, en plus de la paire de rhinophores, une paire de tentacules buccaux assez longs, qui sont portés recourbés vers le haut chez de nombreuses espèces, à la manière de défenses d’éléphant.

## Classification
Selon World Register of Marine Species (7 novembre 2013), prenant pour base la taxinomie de Bouchet & Rocroi (2005), on compte 12 familles réparties en trois super-familles :
- super-famille Aeolidioidea Gray, 1827
  - Aeolidiidae Gray, 1827
  - Facelinidae Bergh, 1889
  - Glaucidae Gray, 1827
  - Piseinotecidae Edmunds, 1970
  - Unidentiidae Millen & Hermosillo, 2012
- super-famille Fionoidea Gray, 1857
  - Abronicidae Korshunova, Martynov, Bakken, Evertsen, Fletcher, Mudianta, Saito, Lundin, Schrödl & Picton, 2017
  - Apataidae Korshunova, Martynov, Bakken, Evertsen, Fletcher, Mudianta, Saito, Lundin, Schrödl & Picton, 2017
  - Calmidae Iredale & O'Donoghue, 1923
  - Coryphellidae Bergh, 1889
  - Cumanotidae Odhner, 1907
  - Cuthonellidae M. C. Miller, 1977
  - Cuthonidae Odhner, 1934
  - Embletoniidae Pruvot-Fol, 1954
  - Eubranchidae Odhner, 1934
  - Fionidae Gray, 1857
  - Flabellinidae Bergh, 1889
  - Murmaniidae Korshunova, Martynov, Bakken, Evertsen, Fletcher, Mudianta, Saito, Lundin, Schrödl & Picton, 2017
  - Paracoryphellidae M. C. Miller, 1971
  - Pinufiidae Er. Marcus & Ev. Marcus, 1960
  - Pseudovermidae Thiele, 1931
  - Samlidae Korshunova, Martynov, Bakken, Evertsen, Fletcher, Mudianta, Saito, Lundin, Schrödl & Picton, 2017
  - Tergipedidae Bergh, 1889
  - Trinchesiidae F. Nordsieck, 1972
  - Unidentiidae Millen & Hermosillo, 2012
  - Xenocratenidae Martynov, Lundin, Picton, Fletcher, Malmberg & Korshunova, 2020
- super-famille Flabellinoidea Bergh, 1889
  - Apataidae Korshunova, Martynov, Bakken, Evertsen, Fletcher, Mudianta, Saito, Lundin, Schrödl & Picton, 2017
  - Coryphellidae Bergh, 1889
  - Cumanotidae Odhner, 1907
  - Flabellinidae Bergh, 1889 — dont Babakinidae Gosliner et al., 2007
  - Flabellinopsidae Korshunova, Martynov, Bakken, Evertsen, Fletcher, Mudianta, Saito, Lundin, Schrödl & Picton, 2017
  - Notaeolidiidae Eliot, 1910
  - Paracoryphellidae M. C. Miller, 1971

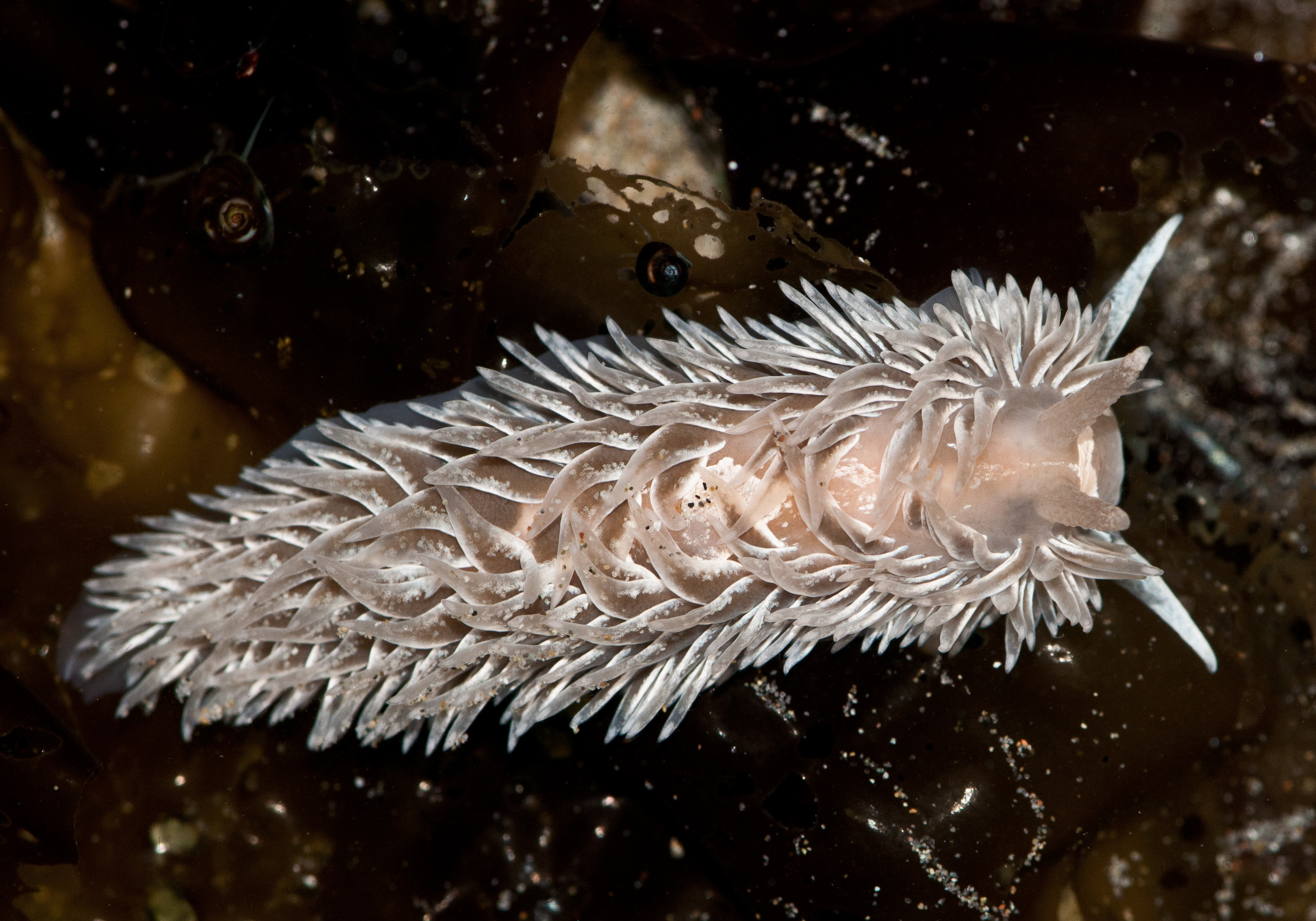
Aeolidia papillosa (Aeolidiidae)
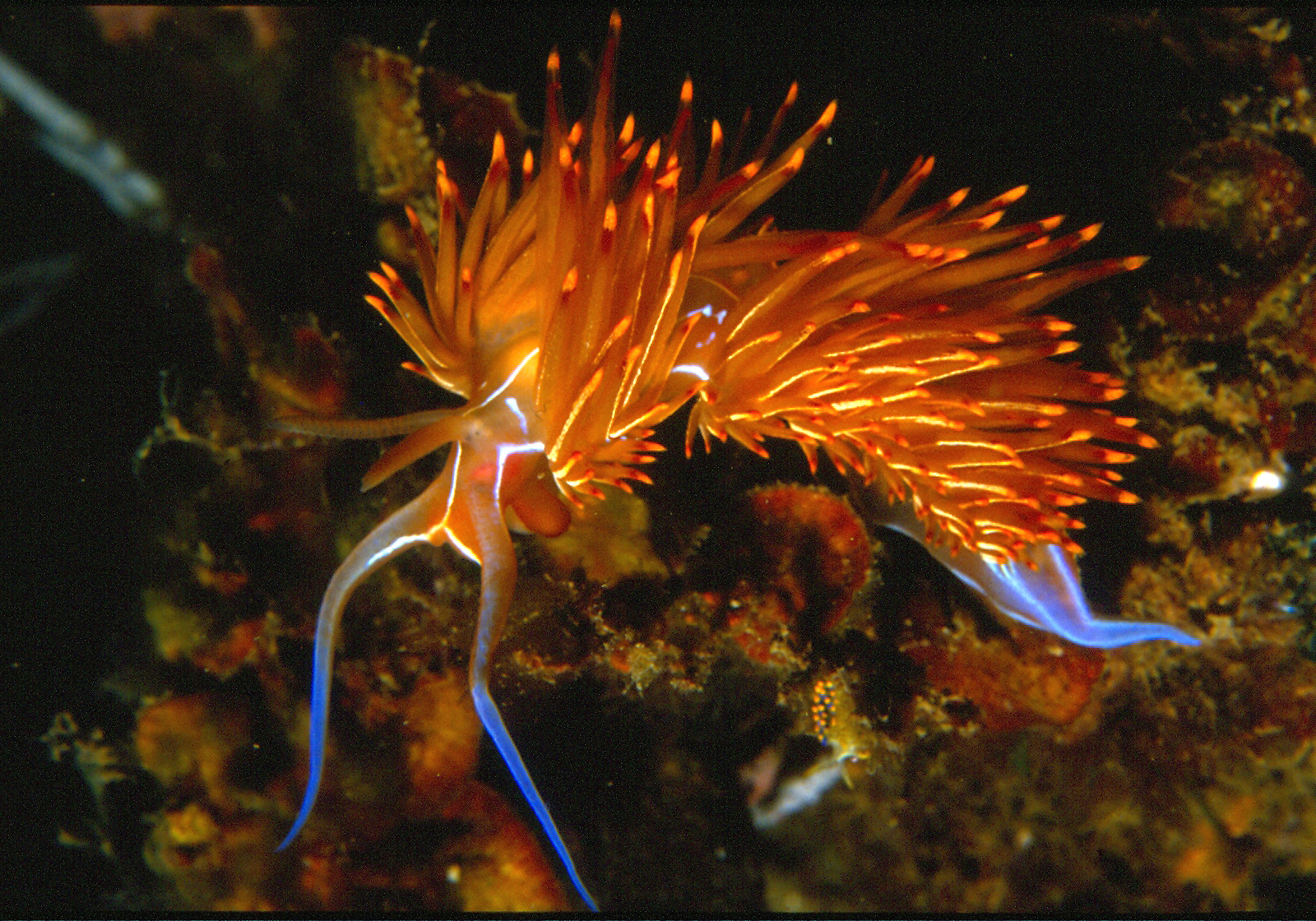
Dondice banyulensis (Facelinidae)
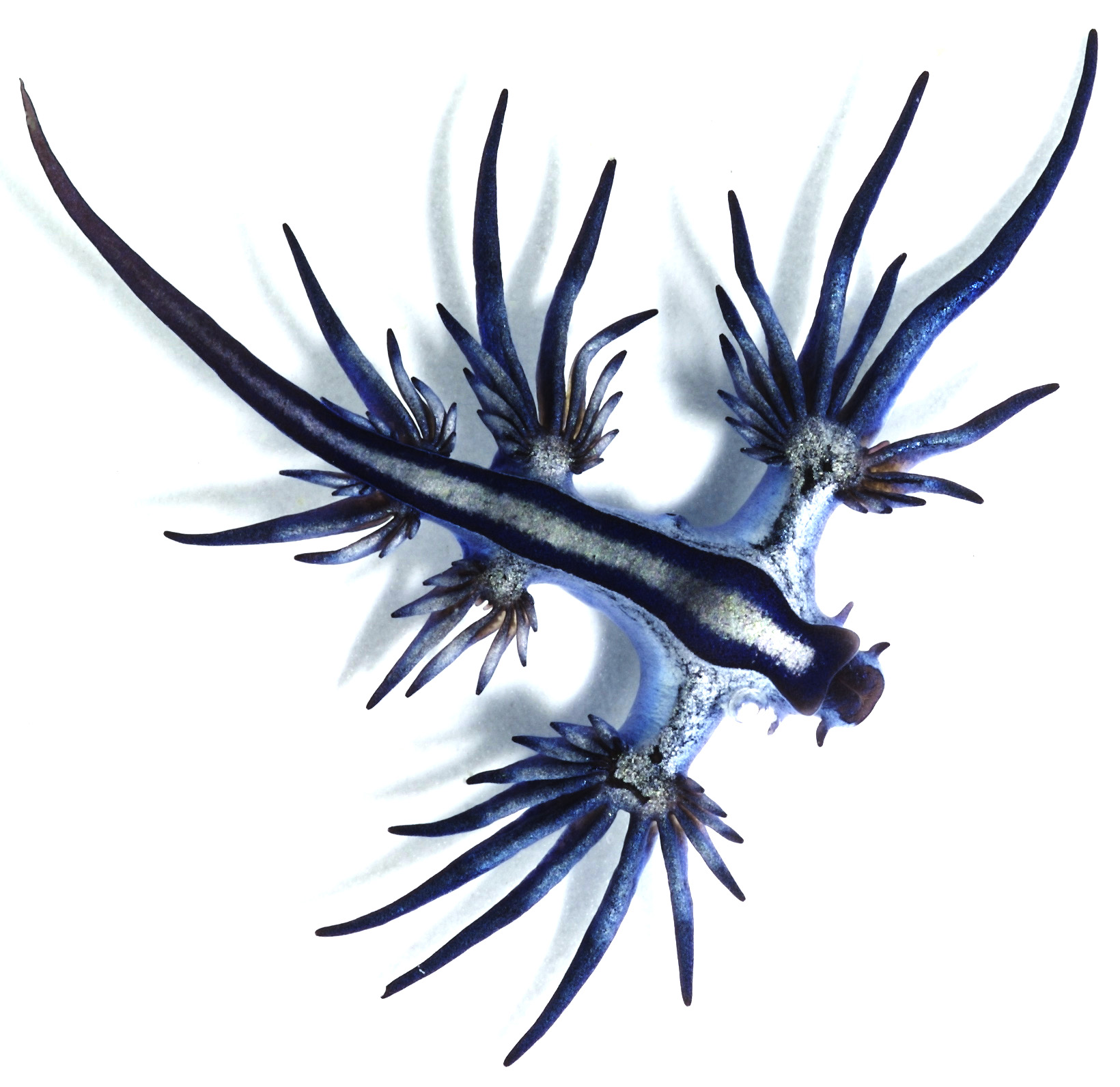
Glaucus atlanticus (Glaucidae)
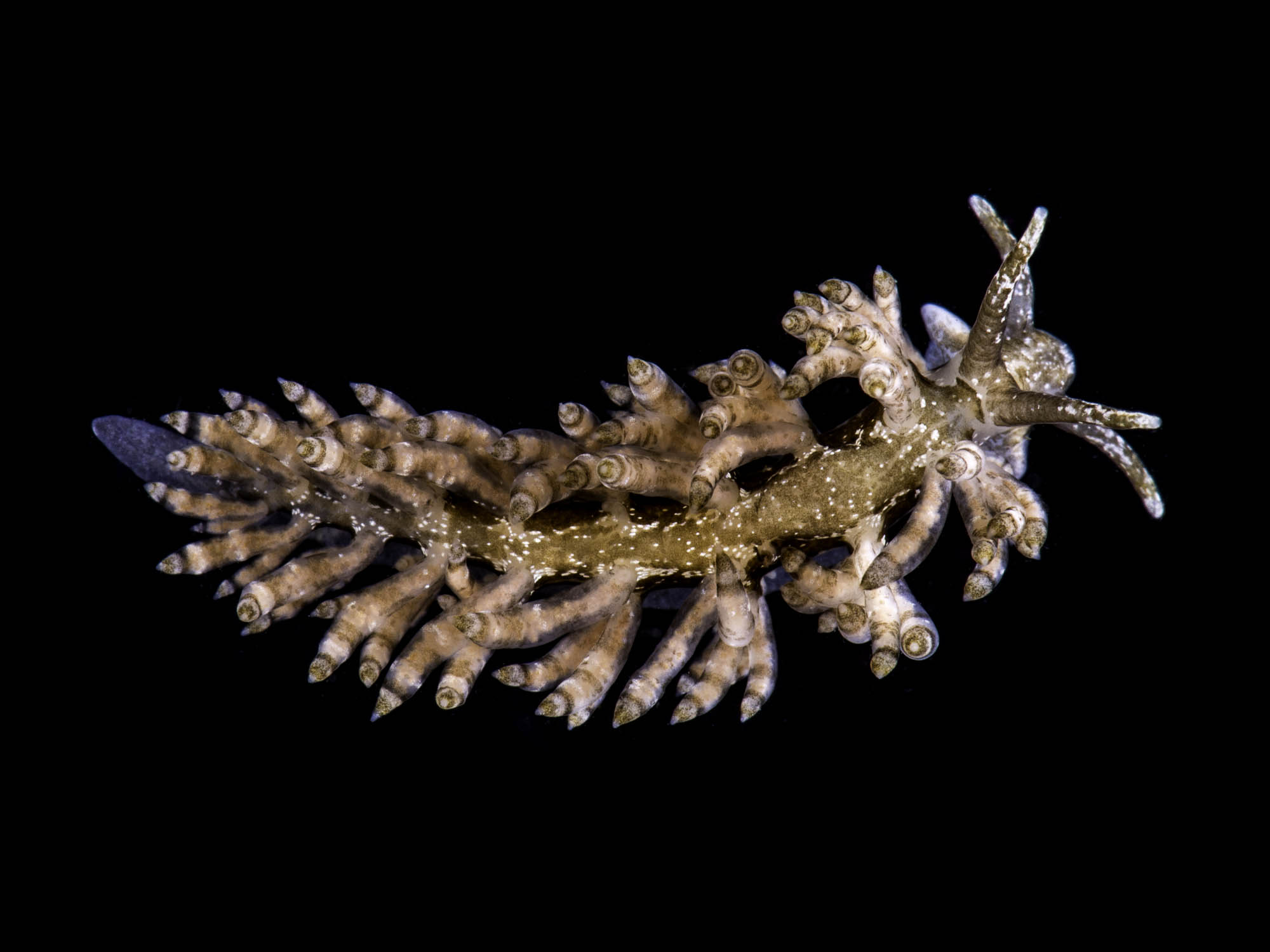
Eubranchus vittatus (Eubranchidae)
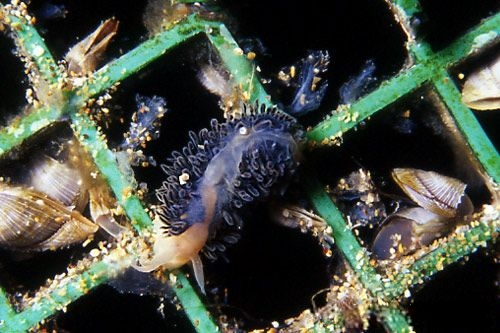
Fiona pinnata (Fionidae)
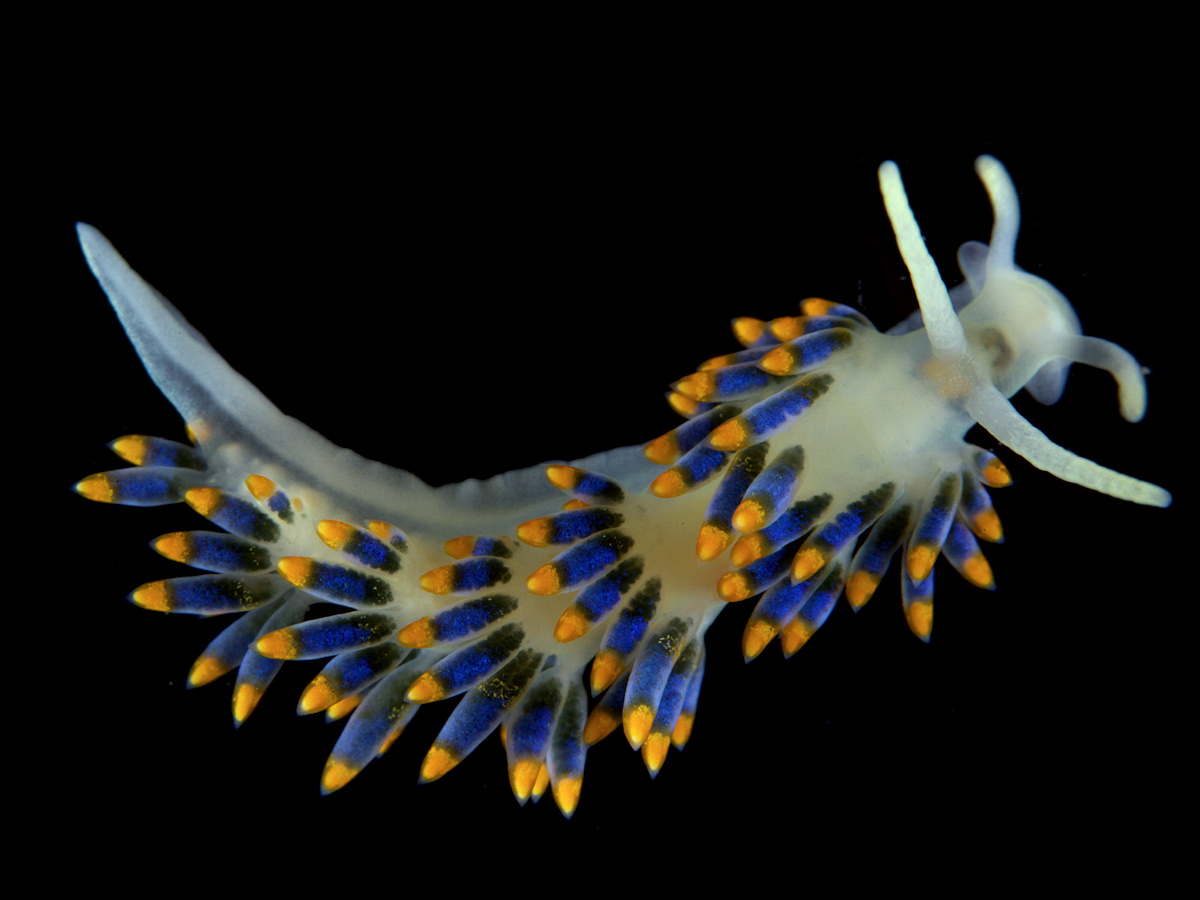
Cuthona caerulea (Tergipedidae)
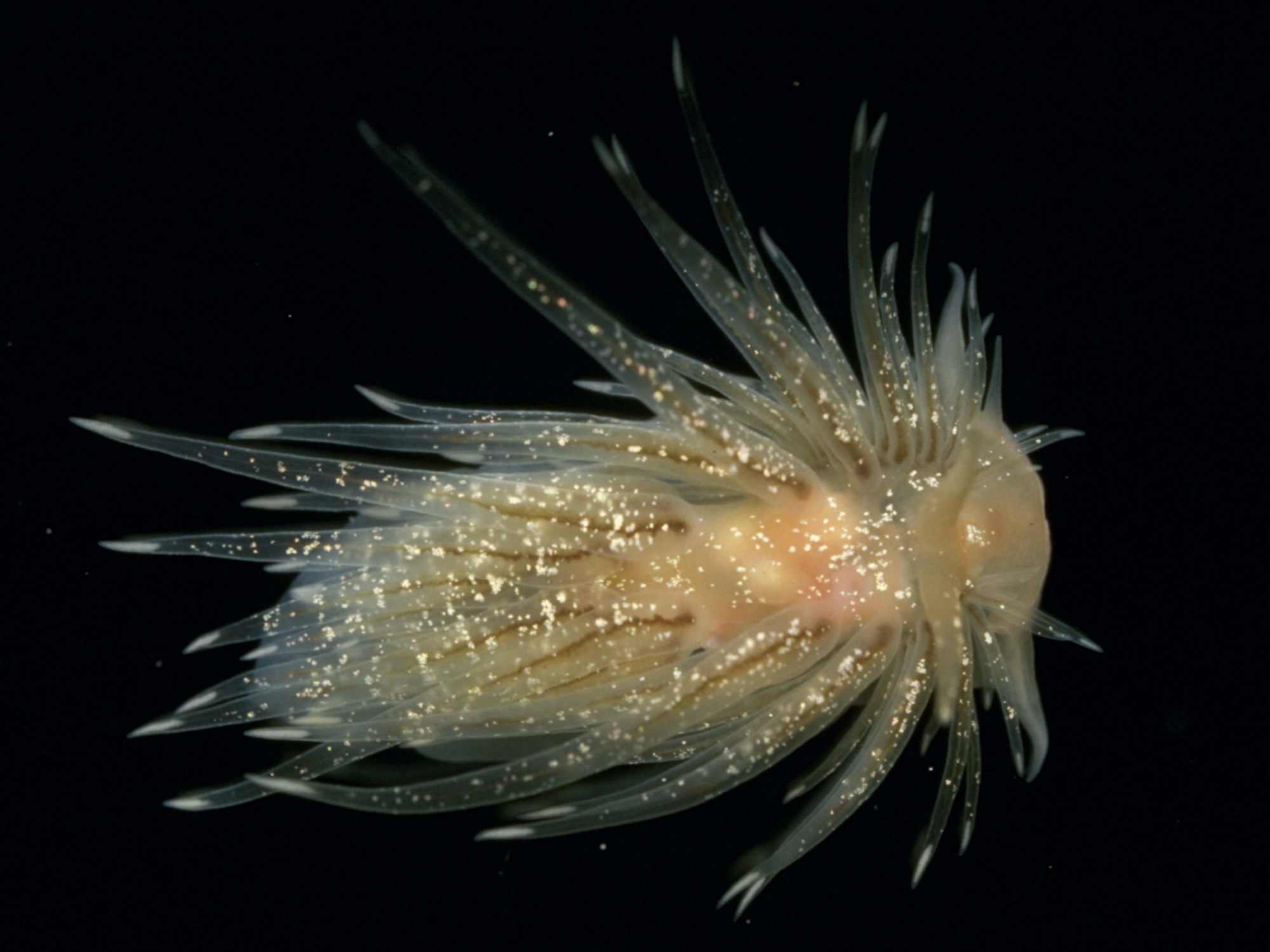
Cumanotus beaumonti (Cumanotidae)
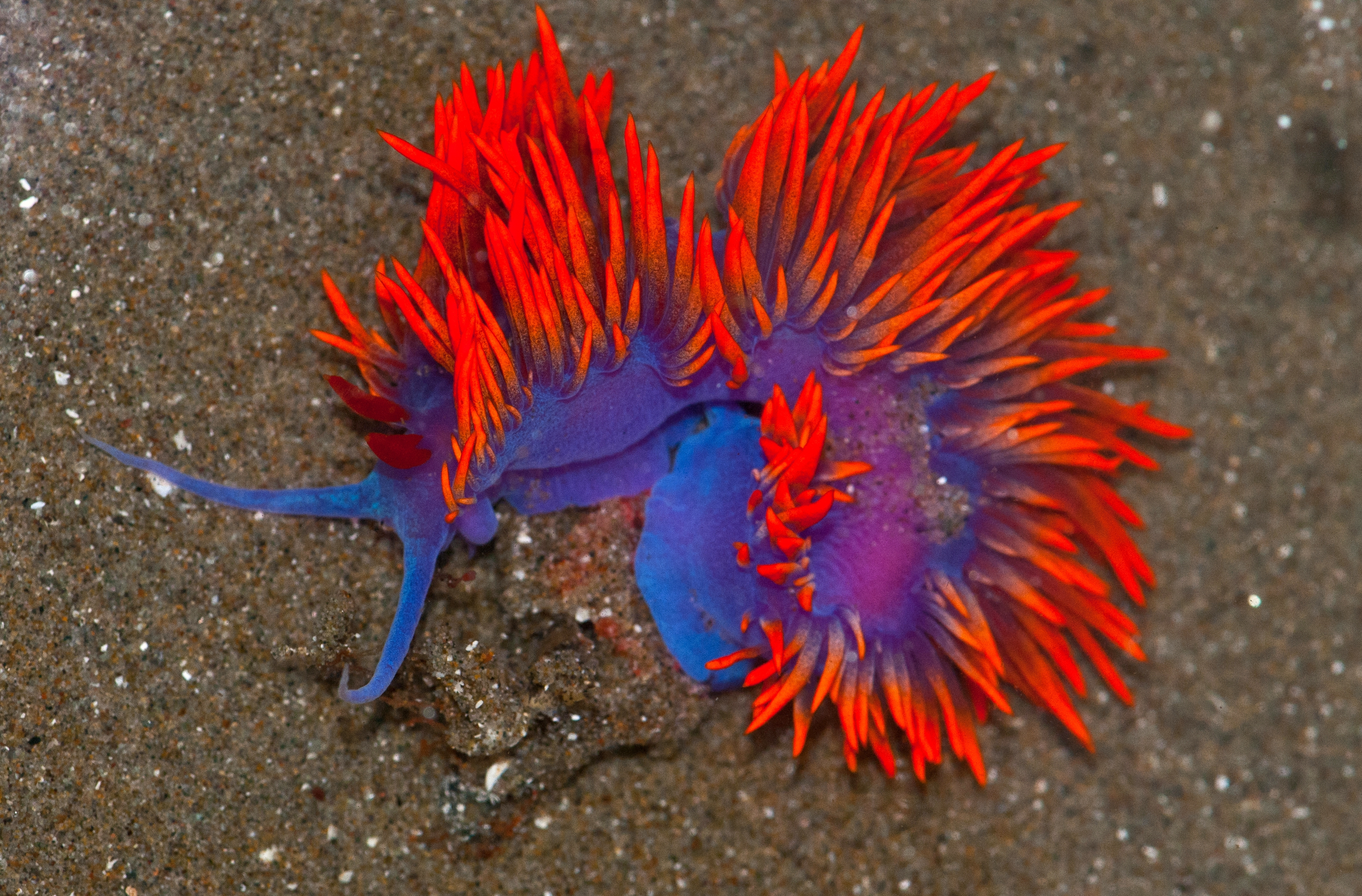
Flabellinopsis iodinea (Flabellinidae)
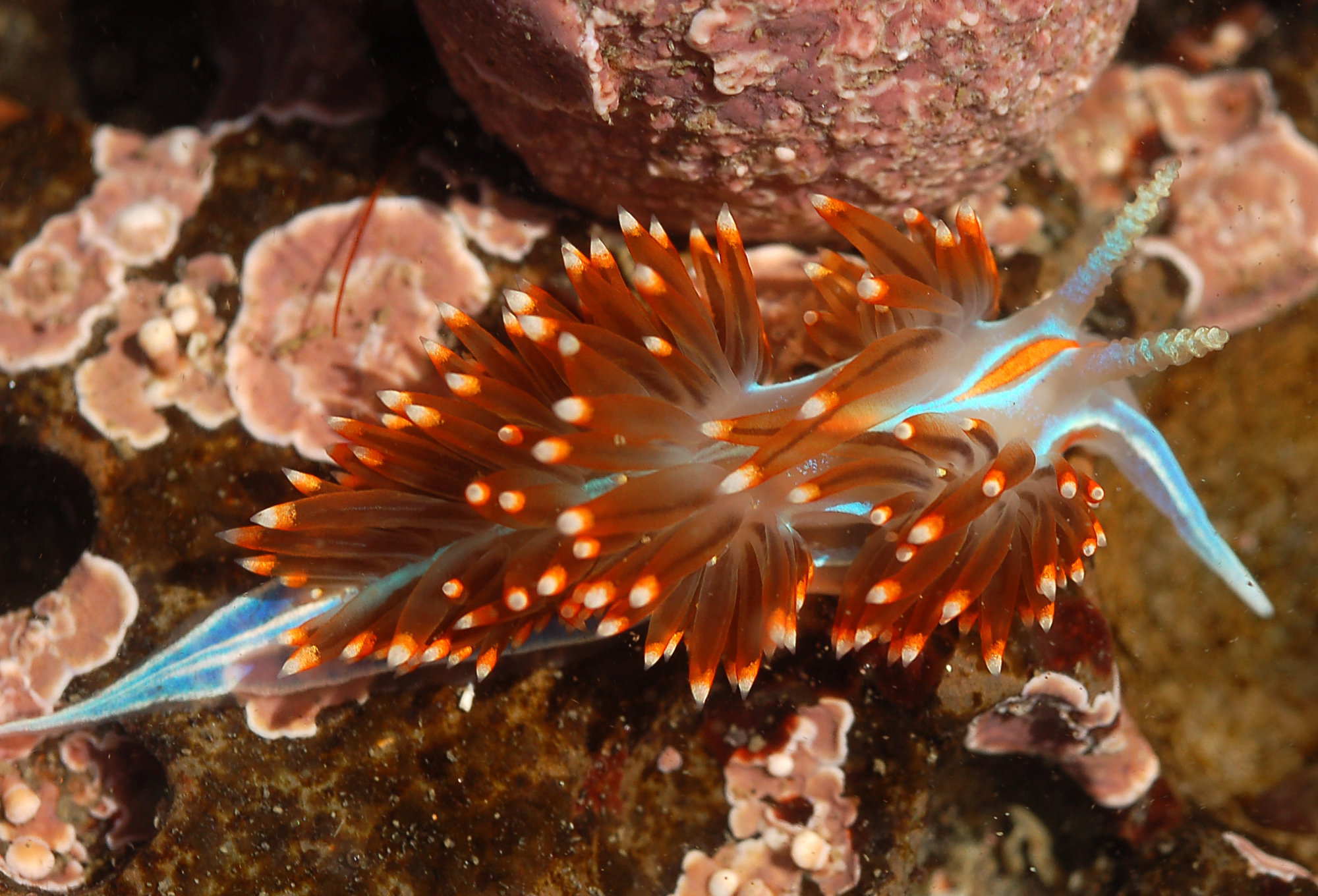
Hermissenda crassicornis
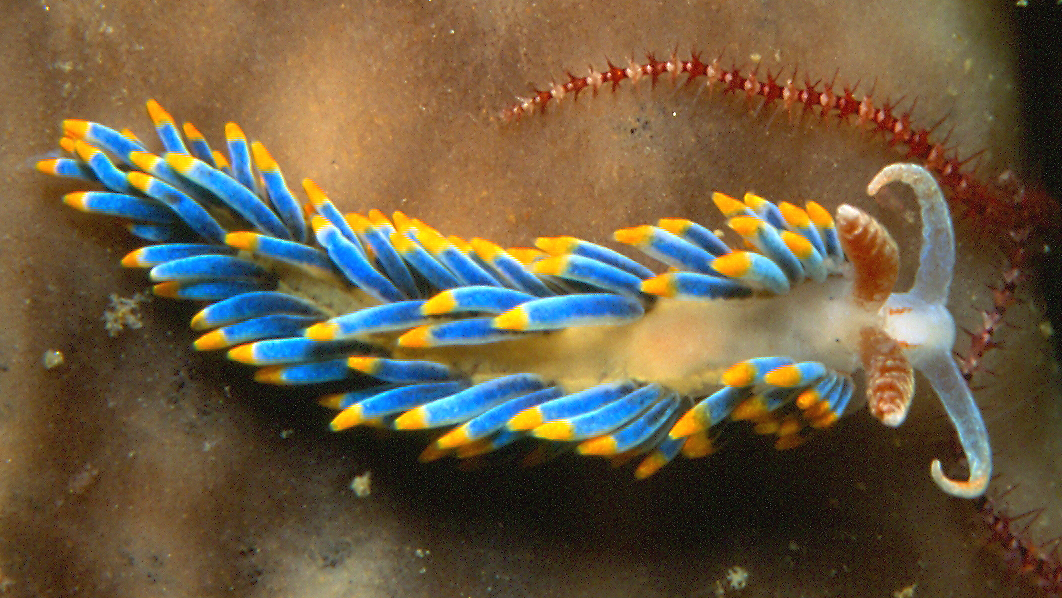
Berghia coerulescens
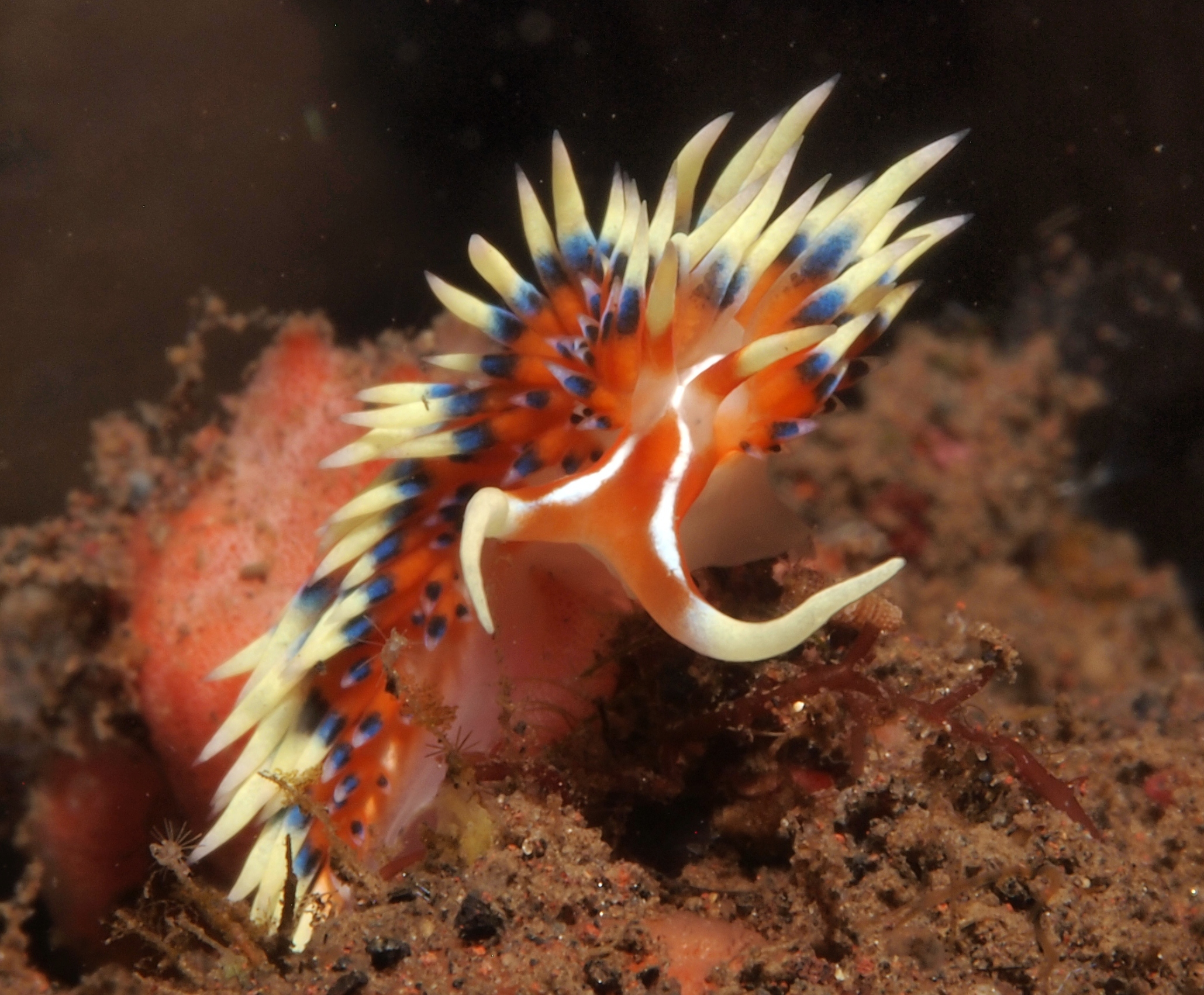
Phidiana indica
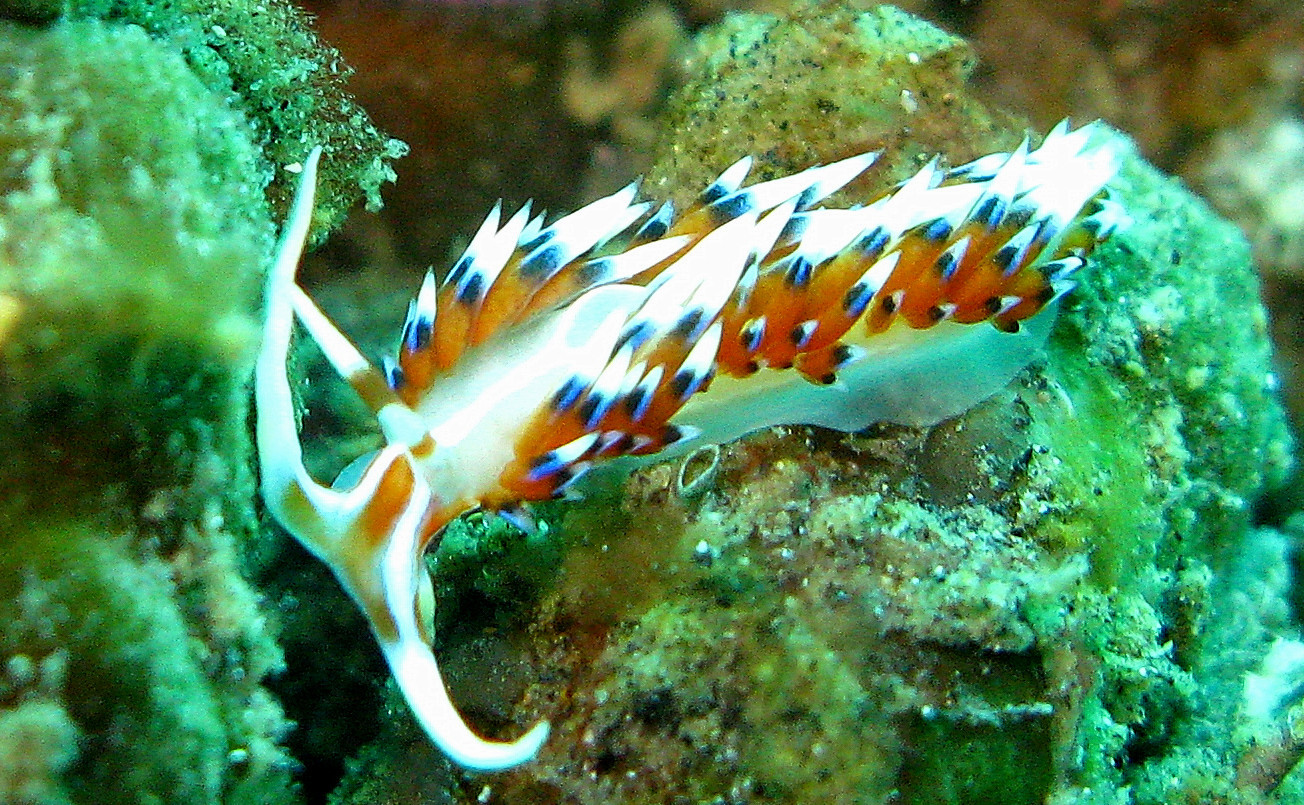
Favorinus tsuruganus